# Franciszek Malczyński
Franciszek Malczyński (ur. 29 grudnia 1829 w Gołębiu, powiat Hrubieszów, zm. 21 kwietnia 1908) – polski duchowny greckokatolicki, biskup Alessio w Turcji (obecnie Lezha w Albanii).

## Życiorys
Był synem Michała (proboszcza unickiego w Gołębiu) i Marianny Kalinowskiej (pochodzącej z polskiej rodziny szlacheckiej obrządku unickiego). Ukończył szkołę powiatową w Hrubieszowie; w 1847 rozpoczął studia w unickim seminarium duchownym w Chełmie. W 1853 odmówił wyjazdu na studia w prawosławnej akademii duchownej w Kijowie i jego dalsza nauka i przyszłość duchowna stanęła pod znakiem zapytania; dzięki wsparciu arcybiskupa lwowskiego Łukasza Baranieckiego mógł wyjechać do Rzymu, gdzie ukończył Kolegium Urbana VIII. W 1860 przyjął święcenia kapłańskie.
Pracował m.in. jako profesor seminarium w Chorwacji, zwierzchnik bułgarskiego Kościoła unickiego (1861-1867), duszpasterz części ludności bułgarskiej poszukującej jedności z Rzymem. W Rzymie pełnił funkcję prezesa stowarzyszenia Bratniej Pomocy kapłanów polskich na emigracji. Mianowany administratorem diecezji Alessio (Alexium, z obowiązkami ordynariusza), przyjął sakrę biskupią 25 lipca 1870. Rezydował w wiosce Kalmeti (2 km od Alessio), był znany z regularnych konnych objazdów diecezji.
Został pochowany w Kalmeti.